# Paradigalla carunculata
Paradigalla carunculata là một loài chim trong họ Paradisaeidae.